# As Crónicas de Gáidil
As Crónicas de Gáidil es un juego de rol diseñado por Pablo Fernández Otero y Nacho Rodríguez Domínguez, basado en una visión fantástica de la cultura celta, atlántica y gallega, en una ambientación de castros, guerreros y meigas en época prerromana.
Las ilustraciones del manual corrieron a cargo del vigués Víctor Rivas. La editorial orensana Difusora de Letras, Artes e Ideas lo publicó por primera vez el 31 de octubre de 2007.

## Universo de juego
El juego se enmarca en una época castreña llena de fantasía. Mezcla tradiciones de Galicia con las de otros países atlánticos, estando presentes seres como los fomori, los mouros, las meigas o los firbolg. 

## Sistema de juego
El sistema de juego es propio, creado por los autores específicamente para este juego. Se basa sobre todo en el reparto de reservas de dados (usando exclusivamente el dado de seis caras), ya sea para atacar, defenderse o usar magia. 
El personaje cuenta, aparte de con características y habilidades, con rasgos de renombre (heroísmo, sabiduría y presencia) por los cuales es más o menos conocido. A mayor renombre, más proezas fantásticas será capaz de hacer.

## Manuales y suplementos publicados

### Publicaciones en español
- As Crónicas de Gáidil[1] - Manual básico editado en lengua gallega.

### Próximas publicaciones
Los autores han adelantado que la próxima publicación serán las pantallas de juego con un suplemento de ambientación, si bien todavía no hay fechas para su salida a la venta.

## Controversia
As Crónicas de Gáidil fue el primer juego de rol publicado en lengua gallega, lo cual sirvió para contentar a muchos gallegos que deseaban tal publicación, mientras que otros jugadores (tanto del resto de España como gallegos hispanohablantes) se tomaron esta publicación como un acto político carente de representatividad en otros ámbitos. Aun así, el juego tuvo muy buena acogida por parte del público. [cita requerida]